# キスできる餃子
『キスできる餃子』（キスできるぎょうざ）は、2018年6月22日に公開された日本のラブコメディ映画。監督・脚本は秦建日子。主演は足立梨花。栃木県宇都宮市を舞台に、離婚しシングルマザーとして子育てと実家の餃子店の再建に取り組む主人公の女性と、男性プロゴルファーとの恋愛を描く。
下野新聞創刊140周年記念事業作品として製作され、2018年6月15日より栃木県内で先行上映の後、6月22日より新宿ピカデリー他全国にて公開された。
監督を務める秦建日子の第1作『クハナ!』（三重県桑名市が舞台）に続く「地方創生ムービー」第2弾。実際の店舗内外で撮影するなど、宇都宮餃子会が全面協力している。

## ストーリー
ゴルフトーナメントにて大事なロングパットをミスしてしまった若手ゴルファー岩原亮。大会後マスコミに不調の原因は隠していた右肘の怪我だったと告白しその場から去ってしまう。
その頃、浮気性の夫と離婚協議をする為にカフェに来店した藤田陽子だったが、夫側とひと悶着あり結局離婚の慰謝料は受け取らないことになった。帰宅すると家主により、元夫はアパートの家賃滞納を隠していたことが発覚。さらにパート先のスーパーから本社命令で人員削減により早期退職に応じれば多めに支給すると提案され、途方に暮れた陽子は故郷・宇都宮に一人娘の美咲を連れて帰ることになる。
最低限の生活費を確保する為に実家の餃子屋「ふじた」を手伝おうと意気込んでいたが、当の店は店主である父親の腰痛悪化で経営が成り立たなくなり一年前に廃業していた。結婚や元夫の上京時に元夫を選択したため絶縁状態となっていた父親に頭を下げ、全部自分でやるという条件で餃子屋「ふじた」を再開した。
しかし、店の繁盛のためには宇都宮餃子会への再加入と餃子会オフィシャルマップへの掲載が絶対条件であり、自ら考えた餃子を餃子会事務局長の鈴木に認めてもらうために試行錯誤していたが、ある日の早朝に新聞配達にやって来た亮に一目惚れする。
久々の恋愛にときめく陽子だったが、過去の苦い恋愛経験からどうしてもあと一歩踏み込めずにいた。そんな中、陽子は鈴木の勧めで市内で開催される「餃子インターハイ」に出場することになった。この大会で一般来場者から陽子の餃子を認められたらオフィシャルマップ掲載並びに宇都宮餃子会再加入を認めてくれるという。そんな中、陽子はある騒動をきっかけに亮が宇都宮にやって来た本当の理由を知ってしまう。

## キャスト
- 藤田陽子：足立梨花 - この物語の主人公。離婚してバツイチ。実家は餃子屋「ふじた」。過去イケメンに惚れては痛い目にあっているという経験を何度も味わって来た為、イケメンを信用していない。
- 岩原亮：田村侑久（BOYS AND MEN) - 人気若手プロゴルファー。去年は賞金王に輝いたが、今シーズンは極度の絶不調に陥った。「右肘の怪我」の治療とリハビリと言う名目で宇都宮のホテルに滞在している。陽子には当初、母の旧姓である谷澤と名乗っていた。
- 倉橋麻里：佐野ひなこ - 陽子の幼馴染。既婚者だが夫の趣味であるパチンコによる借金癖に悩んでいる。
- 本田優太：中島広稀 - 陽子の幼馴染。中学生のときから陽子に片思いしている。実家はニラ農家。
- 藤田美咲：古川凛 - 陽子の娘。小学1年生。幼いながらも母親の恋の行方を心配している。
- 鈴木：大石吾朗 - 宇都宮餃子会事務局長。先代「ふじた」のファンでもある。
- 佐藤美希：佐藤美希 - 本人役。餃子インターハイにゲストとして登場。
- たくや：勇翔（BOYS AND MEN） - 陽子の元夫。自分の浮気が原因なのにも関わらず、弁護士と組んで格安の慰謝料でごまかそうとした。
- 藤田信介：浅野和之 - 陽子の父。「ふじた」の元店主。腰痛を患っている為普段は杖をついている。栃木訛りが凄い。
- 沖麗子：麻生祐未 - 岩原のエージェント。

その他、宇都宮市及び栃木県と所縁のある著名人がカメオ出演している。

## スタッフ
- 脚本・監督：秦建日子
- 音楽：Jirafa
- 主題歌：チャラン・ポ・ランタン「ページをめくって」（avex trax）
- 挿入歌：チャラン・ポ・ランタン「juu-juu」（avex trax）
- 劇中歌：MADOKA.「ギョ!ギョ!ギョ!ギョーザ! 〜宇都宮餃子公式応援ソング〜」
- 製作：上條典夫、橋本太郎、堀義貴、谷口誠治、岸本卓也、黒内和男、平塚康、関口快流、山本堅嗣宣、木内久生、大塚幹夫、関根房三
- エグゼクティブプロデューサー：中西康浩、泉英次、津嶋敬介、竹田太郎、木村泰勇、鈴木章弘
- プロデューサー：内海直大、槙哲也
- アソシエイトプロデューサー：重田ひとみ
- 撮影：須藤康夫
- 映像：深澤敏行
- 照明：森泉英男
- 録音：甲斐匡
- 美術：岡村正樹
- 編集：田辺智久
- 監督補：平林克理
- 助監督：森裕史
- 制作担当：米田伸夫
- 宣伝プロデューサー：青木基晃
- 特別協力：東日本旅客鉄道大宮支社、鉄道会館、コジマ、宇都宮市、宇都宮市DC推進委員会
- 特別協賛：宮島醤油株式会社
- 協賛：キリンビール栃木支社、ユーグレナ、アートアベニュー、青木製作所、足利銀行、関東自動車、グライドエンタープライズ、GCIアセット・マネジメント、関口、ビッグツリー、フタバ食品、マルシンフーズ
- 助成：文化庁文化芸術振興費補助金
- 配給：ブロードメディア・スタジオ
- 制作プロダクション：ホリプロ
- 製作：「キスできる餃子」製作委員会（電通、ブロードメディア・スタジオ、ホリプロ、フォワードインターナショナル、下野新聞社、とちぎテレビ、宇都宮餃子会、宇都宮商工会議所、ヤマゼンコミュニケイションズ、ジーライツ、栃木放送、エフエム栃木）

## 製作
きっかけとなったのは、脚本・監督を務める秦が神奈川県横浜市の横浜赤レンガ倉庫イベント広場で開催された宇都宮餃子のイベントを訪れたことであったという。宇都宮餃子会の事務局長が初期の段階から協力し、作品のアイディアなども秦と話し合った。2017年7月に製作が決定して同年夏（8 - 9月）に主に宇都宮市内にて撮影がおこなわれた。

## プロモーション
公開に先立ち、2018年5月13日にJR東日本による団体専用列車「キスできる餃子宇都宮号」が上野駅・宇都宮駅間で運転された。この列車には主演の足立梨花も乗車し、JR東日本の白い車掌用制服を着用して1日車掌として車内改札をした後、宇都宮駅では1日駅長を務めた。その後、足立は宇都宮市内で開催のカクテルイベントのステージにて宇都宮市長より愉快市民を委嘱された。

### 舞台挨拶
公開前の先行公開のほか、全国公開後も各地で舞台挨拶を実施している。
6月11日 東京都内1劇場 ※先行公開
6月17日 栃木県内3劇場
6月23日 東京都内2劇場
6月24日 愛知県内4劇場
6月30日 栃木県内3劇場
7月8日 名古屋および桑名の劇場

### 声優による予告編
- 声優による特別な予告編も作られたこともあった[10][11]。